# Anima mundi
Sufletul lumii (în greacă veche ψυχὴ κόσμου, transliterat psychè kósmou, în latină anima mundi) este, după cum se susține în mai multe sisteme de gândire, o legătură intrinsecă între toate lucrurile vii de pe planetă, care este legată de lumea noastră în același fel cum sufletul este legat de corpul omului. Platon a fost adeptul acestei idei care a devenit o componentă importantă a majorității sistemelor neoplatonice:
În consecință, putem spune că: această lume este într-adevăr o ființă vie înzestrată cu un suflet și inteligență... o singură entitate vizibilă vie, care conține toate celelalte entități vii, care prin natura lor sunt toate înrudite.
Stoicii credeau că este singura forță vitală din univers. Există concepte similare și în sistemele de filozofie răsăriteană precum Brahman-Atman din Hinduism, Natura-Buda din budismul Mahayana sau Școala de Yin-Yang, Taoism și qi în neoconfucianism.
Alte asemănări se pot găsi în gândirea filozofilor ermetici ca Paracelsus, în scrierile lui Baruch Spinoza, Gottfried Leibniz, Friedrich Schelling și în Geist („Spirit”/„Minte”) la Hegel. Ralph Waldo Emerson a publicat Supra-Sufletul în anul 1841, care a fost influențat de concepția hindusă a unui „suflet universal”. Mai sunt similarități și cu ideile dezvoltate începând cu anii 1960 de teoria Gaia a lui James Lovelock.

## În Creștinism
Această concepție a unui univers viu impregnat cu un suflet sau cu forțe raționale și divine presupusă în contemplarea religioasă a universului care este parte integrantă a culturii elenistice. În primele secole ale literaturii creștine, referirile la aceste doctrine animiste sunt abundente; ele par să ofere fundalul învățăturii creștine despre omniprezența și paternitatea lui Dumnezeu. Deci spiritul lui Dumnezeu este cel care, în cuvintele din Geneza 1:2 „a trecut peste ape”. Sfântul Pavel a folosit deja un celebru vers stoic pentru a le aminti grecilor că până și poeții lor au simțit paternitatea lui Dumnezeu (Fapte 17:28). Părinții greci folosesc adesea doctrina Neoplatonică a celor trei ipostaze pentru a explica misterul Sfânta Treime, în care Duhul Sfânt este adesea echivalat cu anima mundi.
„Dumnezeu este o figură intelectuală al cărei centru este peste tot și circumferința nicăieri”, a spus unul dintre acești filozofi, repetând Sfântul Augustin. 
Augustin inițial a respins ideea, dar după nu a considerat-o falsă.
Evul Mediu a cunoscut doctrina sufletului lumii, în principal datorită lui Platon în traducere parțială și comentariilor sale despre calcidius. În general, savanții au respins doctrina anima mundi ca doctrină seculară opusă teologie creștină. Cu toate acestea, odată cu renașterea platonismului din secolul al XII-lea centrat în jurul școlii din Chartres, doctrina sufletului lumii devine din nou un element important de speculație care nu este lipsit de referire la misterul Sfintei Treimi. Una dintre propunerile lui Abelard condamnat lui Sens spune tocmai că sufletul lumii este Duhul Sfânt, dar este îndoielnic dacă reprezintă cu fidelitate gândul lui Abelard.